# Pfarrkirche Gerlos

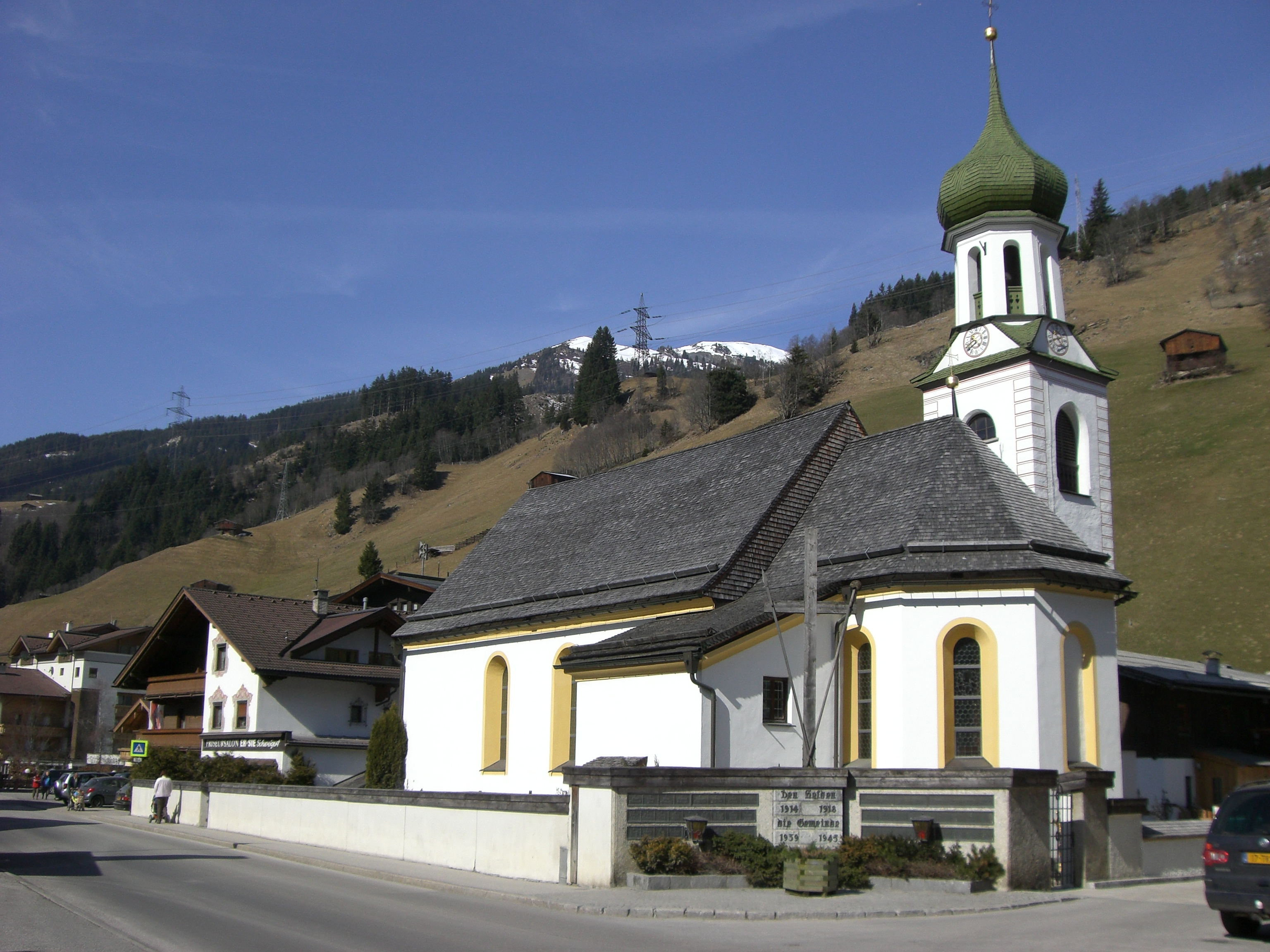
Pfarrkirche zu den hll. Leonhard und Lambert in Gerlos

Die römisch-katholische Pfarrkirche Gerlos steht in einem ummauerten Friedhof im Weiler Au der Gemeinde Gerlos im Bezirk Schwaz in Tirol. Sie ist den Heiligen Leonhard und Lambert geweiht und gehört zum Dekanat Zell am Ziller in der Erzdiözese Salzburg. Das Bauwerk steht unter Denkmalschutz.

## Geschichte
Die gotische Vorgängerkirche wurde 1470 erstmals urkundlich als Filialkirche von Zell am Ziller erwähnt. Erzbischof Johann III. von Salzburg und der Chiemseer Bischof Georg Altdorfer verliehen ihr am 29. Mai 1489 für die Tage, an denen die beiden Patrozinien gefeiert wurden, je einen Ablass. Der Kirchturm wurde um 1500 angebaut.
Vikar Ignaz Raphael Dax bemühte sich um einen Neubau der Kirche und erhielt dafür 1735 vom Salzburger Konsistorium die Erlaubnis. Noch im selben Jahr wurde die neue Kirche nach Plänen von Hans Holzmeister errichtet. Der gotische Turm der Vorgängerkirche blieb erhalten, wurde erhöht, mit einer neuen Glockenstube versehen und mit einer Zwiebelhaube geschmückt. Eine Orgel fand erst 1800 Erwähnung. Wann sie in die Kirche kam, ist unklar. 1855 wurde der Triumphbogen neu bemalt. Eine weitere Renovierung fand 1889 statt. Zwei Jahre später wurde die Filialkirche zur Pfarrkirche erhoben. In den Jahren 1907/08 riss man die alte Sakristei an der Nordseite des Chores ab und errichtete eine neue an seiner Südseite. 1911 sorgte Pfarrer Wanner dafür, dass das alte Madonnenbildnis vom Hochaltar durch ein Marienrelief von Josef Bachlechner ersetzt wurde. Außenrenovierungen erfolgten 1930 und 1980. Eine umfangreiche Innenrenovierung fand in den Jahren 1990/91 statt. Sie umfasste die gesamte Einrichtung und die Wand- und Deckenmalereien. Zusätzlich erhielt die Kirche einen neuen Ambo und einen Taufstein. Bei Grabungen im Boden der Kirche konnten 1990 die Umrisse der kleineren Vorgängerkirche festgestellt werden.

## Baubeschreibung
Die Kirche ist ein geosteter barocker Saalbau mit eingezogenem Chor mit Dreiachtelschluss. Sie besitzt einen spätgotischen Nordostturm, der 1735 barock erhöht wurde und von einer Zwiebelhaube bekrönt ist, und eine an der Südseite des Chores angebaute Sakristei. Die Kirche ist mit einem hohen Satteldach versehen. An der Außenseite der Nordwand befindet sich ein Fresko des heiligen Leonhard als Patron des Viehs mit einer Ansicht von Gerlos aus dem 18. Jahrhundert. Eingangsportale sind im Westen und Norden vorhanden. Der zweijochige Chor und das vierjochige Langhaus sind tonnengewölbt und mit Stichkappen versehen. Die Gewölbe ruhen auf flachen Pilastern.

## Ausstattung

### Deckenmalerei
Die Deckenmalereien stammen von Josef Michael Schmutzer aus dem Jahr 1747.

#### Chor
Das Deckenfresko im Chor zeigt die Himmelfahrt Mariens. Es ist umgeben von gemalten Ornamenten, Engelsköpfen und sechs Kartuschenfresken mit biblischen Bäumen wie Weinstock, Palme und Zeder.

#### Langhaus
Die Deckenbilder im Langhaus führte Schmutzer als Seccomalerei aus. Drei Bilder befinden sich in der Nordhälfte des Gewölbes und drei in der Südhälfte, alle in Rocaille-Kartuschen. Motive an der Nordseite sind Mariä Verkündigung, Mariä Heimsuchung und Anbetung der Hirten, an der Südseite Anbetung der Könige, Darstellung Jesu im Tempel und die Auffindung Jesu im Tempel. Betrachtet man die Anbetung der Hirten und der Könige als Darstellung der Geburt Christi, sind hier die fünf Motive des freudenreichen Rosenkranzes dargestellt.

### Malerei am Triumphbogen
Der Triumphbogen wurde 1855 im Stil des Historismus bemalt. Im Scheitel des Bogens sieht man das Letzte Abendmahl. Es wird flankiert von den Landespatronen von Salzburg und Tirol, den Heiligen Rupert und Josef. Beide sind auf gemalten Sockeln abgebildet, die mit Inschriften versehen sind: Über dem linken Seitenaltar wird Rupert angerufen, er möge uns vor Verleugnung des reinen katholischen Glaubens bewahren, über dem rechten wird Josef um eine glückselige Todesstunde gebeten.

### Altäre
Auf dem Hochaltar aus dem 18. Jahrhundert steht in einem Rundbogenfeld die Figur Maria vom Siege von Josef Bachlechner von 1911. Außerhalb des Bogenfeldes wird sie von barocken Statuen der Kirchenpatrone flankiert, links von Lambert und rechts von Leonhard. Aus der Zeit des Historismus stammt das Oberbild mit einer Darstellung der Heiligen Dreifaltigkeit.
Die beiden Seitenaltäre stiftete 1737 Ferdinand Kajetan von Kleinmayrn. Das Bild des linken Seitenaltares zeigt den heiligen Leonhard. Im Oberbild ist die heilige Anna dargestellt, wie sie Maria unterrichtet. Den rechten Seitenaltar schmückt ein Bild des heiligen Johannes Nepomuk. Das Oberbild zeigt den Erzengel Raphael, der den jungen Tobias begleitet.

### Weitere Kunstwerke
An der nördlichen Seite des Chores stehen zwei Skulpturen, die Franz Xaver Nißl in der zweiten Hälfte des 18. Jahrhunderts schuf. Sie verkörpern die heiligen Florian und Sebastian.
Im Langhaus steht an der linken Seite eine Figur des heiligen Leonhard. Zwei Statuen aus dem 19. Jahrhundert stellen den heiligen Josef und Maria als Immaculata dar. Auf der rechten Seite befinden sich eine Herz-Jesu-Statue aus dem 19. Jahrhundert, ein Erbärmdechristus in einer Nische und eine Figur des Guten Hirten aus dem 18. Jahrhundert.
Die barocke Kanzel an der Nordwand schuf Jakob Staudacher, ein Tischler aus Zell am Ziller. Die Brüstungsfelder am polygonalen Korb sind mit Gemälden der vier lateinischen Kirchenväter versehen: Gregor der Große, Hieronymus, Augustinus und Ambrosius. Vom Kanzelkorb ragt ein Arm mit einem Kruzifix empor.
Die Kreuzwegbilder, die Michael Lackner 1957 gemalt hat, sind an der Nord- und Südwand in Wandverkleidungen integriert. In der Brüstung der Orgelempore befinden sich Bilder der zwölf Apostel mit Christus als Salvator Mundi in ihrer Mitte.
Für die Weihnachtszeit gibt es eine Krippe mit etwa 20 Zentimeter großen bekleideten Figuren, deren Hände und Füße geschnitzt und die Köpfe aus Wachs modelliert sind.

## Orgel
Der dreiteilige Orgelprospekt stammt aus dem 18. Jahrhundert. Bei der Renovierung von 1990/91 rekonstruierte man das barocke Gehäuse. Das Instrument ist mit neun Registern als einmanualiges mechanisches Werk mit Pedal ausgestattet, eine Arbeit des Orgelbauers Christian Erler aus Schlitters.